# Mahdia
För andra betydelser, se Mahdia (olika betydelser).

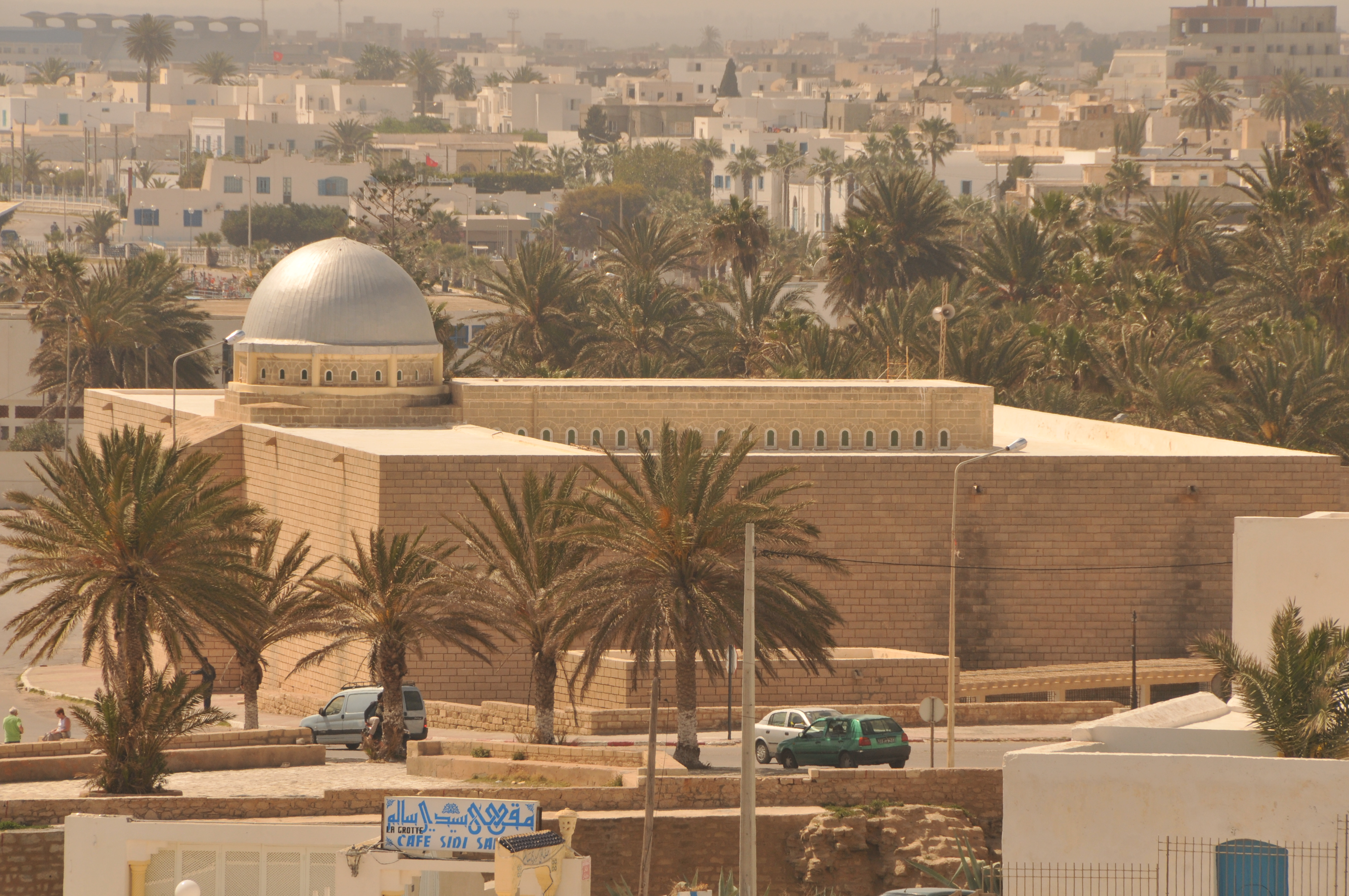
Stora moskén i Mahdia.

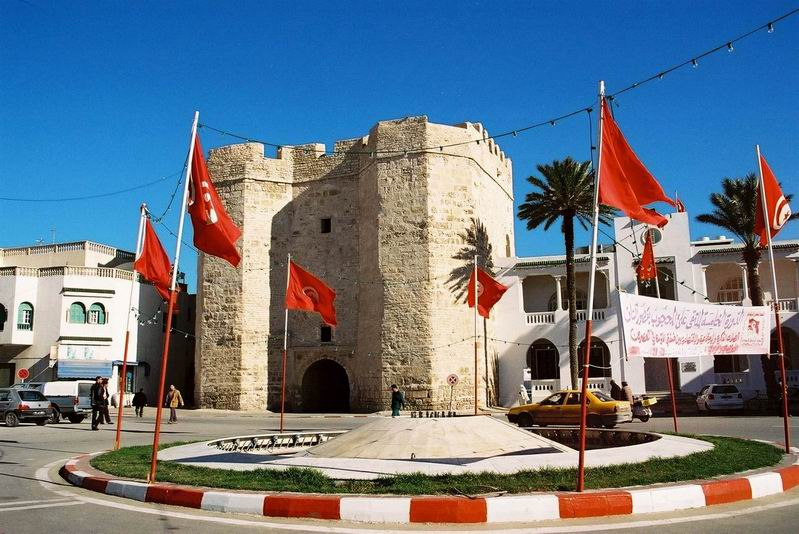
Skifa Kahla, stadens gamla portar.

Mahdia (arabiska: المهدية, al-Mahdiyah) är en stad på halvön Cap Africa på Tunisiens östkust, cirka 55 km sydost om Sousse. Staden är administrativ huvudort för guvernementet Mahdia och hade 51 833 invånare vid folkräkningen 2014.
Mahdia anlades 921 av kalifen Ubayd Allah al-Mahdi Billah (873-934), grundaren av fatimiddynastin. Den var fatimidernas huvudstad, och blev på 1500- och 1600-talen ett viktigt sjörövarnäste. Ett fåtal byggnader från 900- och 1000-talen finns fortfarande kvar, bland annat en moské vars äldsta delar är från 900-talet. En annan berömd byggnad är fortet Bordj el Kebir från 1595.
Mahdia är slutstation för järnvägen och har en fiskehamn. Industrier i staden är bland annat fiskförädling och saltutvinning. Turismen är på uppgång.

## Administrativ indelning
Kommunen är indelad i tre arrondissement:
- Ez-Zahra
- Hiboun
- Mahdia Medina